# She Caught the Katy
She Caught the Katy and Left Me a Mule to Ride (in italiano: Lei ha preso il [treno] K-T e mi ha lasciato guidare un mulo) è un blues ormai standard scritto da Henry Fredericks (Taj Mahal) e dal mandolinista Yank Rachell. La canzone è incisa nel 33 giri del 1968 The Natch'l Blues.
Il brano è stato ripreso da numerosi musicisti. Fa parte della colonna sonora del film The Blues Brothers.

## Il testo
She is sleeping with her head in the kitchen

And her feet's out in the hall,

Crazy 'bout her

That hard headed woman of mine»
Sta dormendo con la testa in cucina

Ed i suoi piedi sono fuori in corridoio,

Sono pazzo di lei

La mia donna dalla testa dura»
(Taj Mahal, "She Caught the Katy", 1968)
L'ambientazione è quella del Midwest (Oklahoma-Missouri–Kansas) e del Texas, infatti quelli sono i luoghi che attraversava The Katy, la linea ferroviaria citata nel brano.
Il brano descrive una storia d'amore un po' complicata: lui è pazzo di lei, ma lei non sembra altrettanto innamorata. Lei è testarda, ripete lui. Lei è partita improvvisamente con il treno e lo ha lasciato da solo e lui non può raggiungerla. Lui vorrebbe che lei venisse ogni tanto a trovarlo, ma lei non crede nel loro amore, e lui si dispera per quella testa dura del suo amore.

## Altre versioni
- Albert King
- Paul Pena
- Bonnie Raitt con Taj Mahall
- James Taylor
- Phish
- Huey Lewis
- Umphrey's McGee
- Widespread Panic
- The Youngbloods
- Gillian Welch